# Distrito de Neustadt an der Waldnaab
Neustadt (en la región del Alto Palatinado) es uno de los 71 distritos en que está dividido administrativamente el estado federado alemán de Baviera.

## Ciudades y municipios
| Ciudades | Municipios | |
| --- | --- | --- |
| 1. Eschenbach in der Oberpfalz 2. Grafenwöhr 3. Neustadt am Kulm 4. Neustadt an der Waldnaab 5. Pleystein 6. Pressath 7. Vohenstrauß 8. Windischeschenbach | 1. Altenstadt an der Waldnaab 2. Bechtsrieth 3. Eslarn 4. Etzenricht 5. Floß 6. Flossenbürg 7. Georgenberg 8. Irchenrieth 9. Kirchendemenreuth 10. Kirchenthumbach 11. Kohlberg 12. Leuchtenberg 13. Luhe-Wildenau 14. Mantel 15. Moosbach | 1. Parkstein 2. Pirk 3. Püchersreuth 4. Schirmitz 5. Schlammersdorf 6. Schwarzenbach 7. Speinshart 8. Störnstein 9. Tännesberg 10. Theisseil 11. Trabitz 12. Vorbach 13. Waidhaus 14. Waldthurn 15. Weiherhammer |

- Datos: Q10420
- Multimedia: Landkreis Neustadt an der Waldnaab / Q10420